# Raet

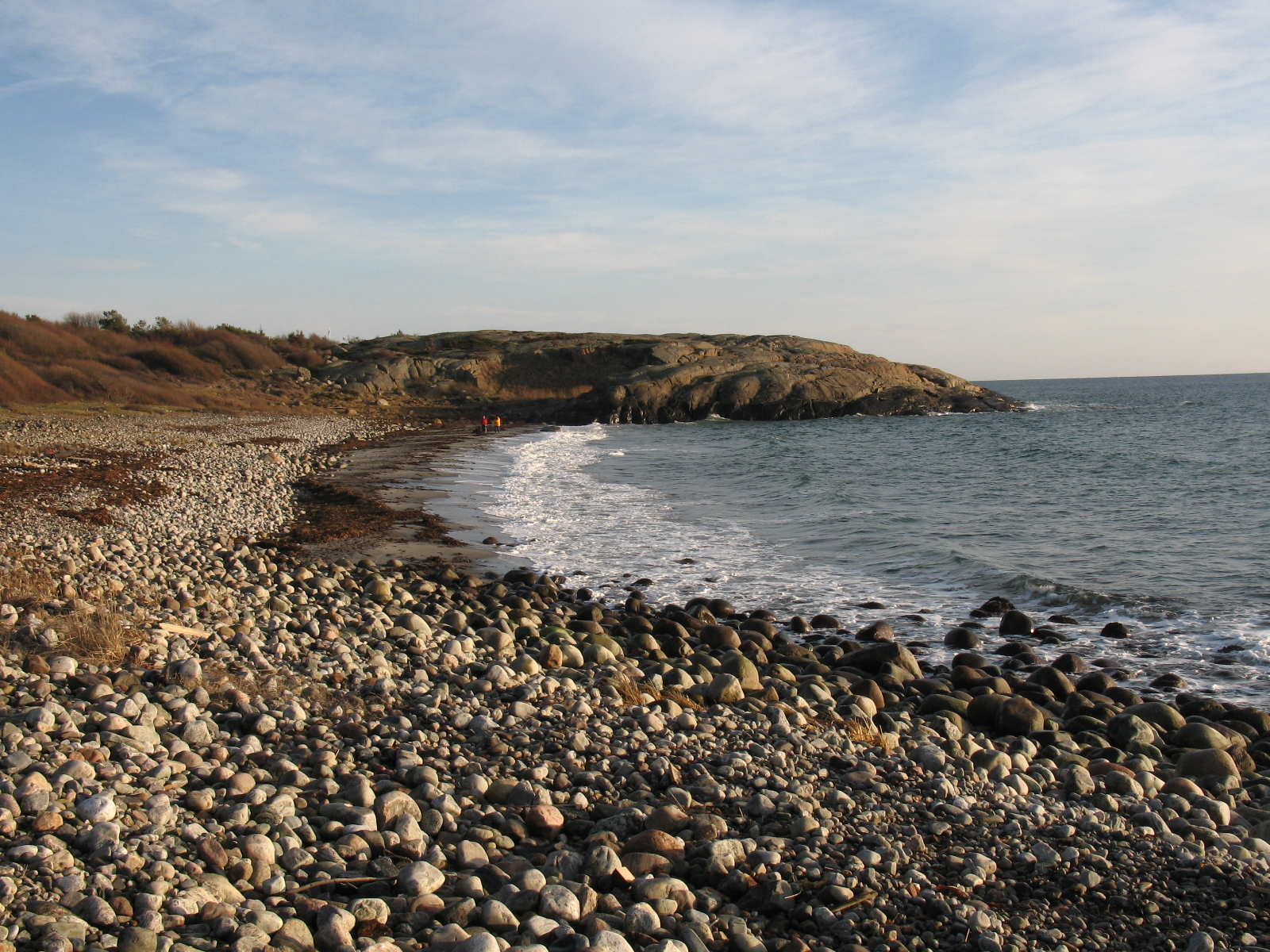
À Tromøy dans la municipalité de Arendal, Raet est alloué à la toute fin contre le Skagerrak dans Raet National Park.

Raet est la plus grande moraine terminale de Scandinavie. Il s’est formé à la fin de la dernière période glaciaire, il y a 12800 à 11500 ans, dans l’une des dernières avancées des glaciers.
Comme le glacier s’est retiré vers la fin de cette période, il a pu s’arrêter pendant des centaines d’années avant d’avancer à nouveau. Les matériaux que le glacier a apportés de l’intérieur des terres, tels que des particules de roches, de gravier, de sable et d’argile, se sont rassemblés là où le bord de la glace est resté immobile pendant un certain temps. Ces gisements, qui sont en partie déposés sur terre et en partie dans l’océan, sont appelés moraine terminale.
Au fur et à mesure que la glace se retirait et que la terre s’élevait, ces dépôts ont été laissés dans le paysage. Plus tard, ces dépôts ont été affectés par la mer et les précipitations, de sorte que le matériau le plus rugueux reste à la surface. Si vous vous creusez dans une moraine terminale, c’est la variation de la taille des particules qui frappe ; elle se compose de matériaux non triés.

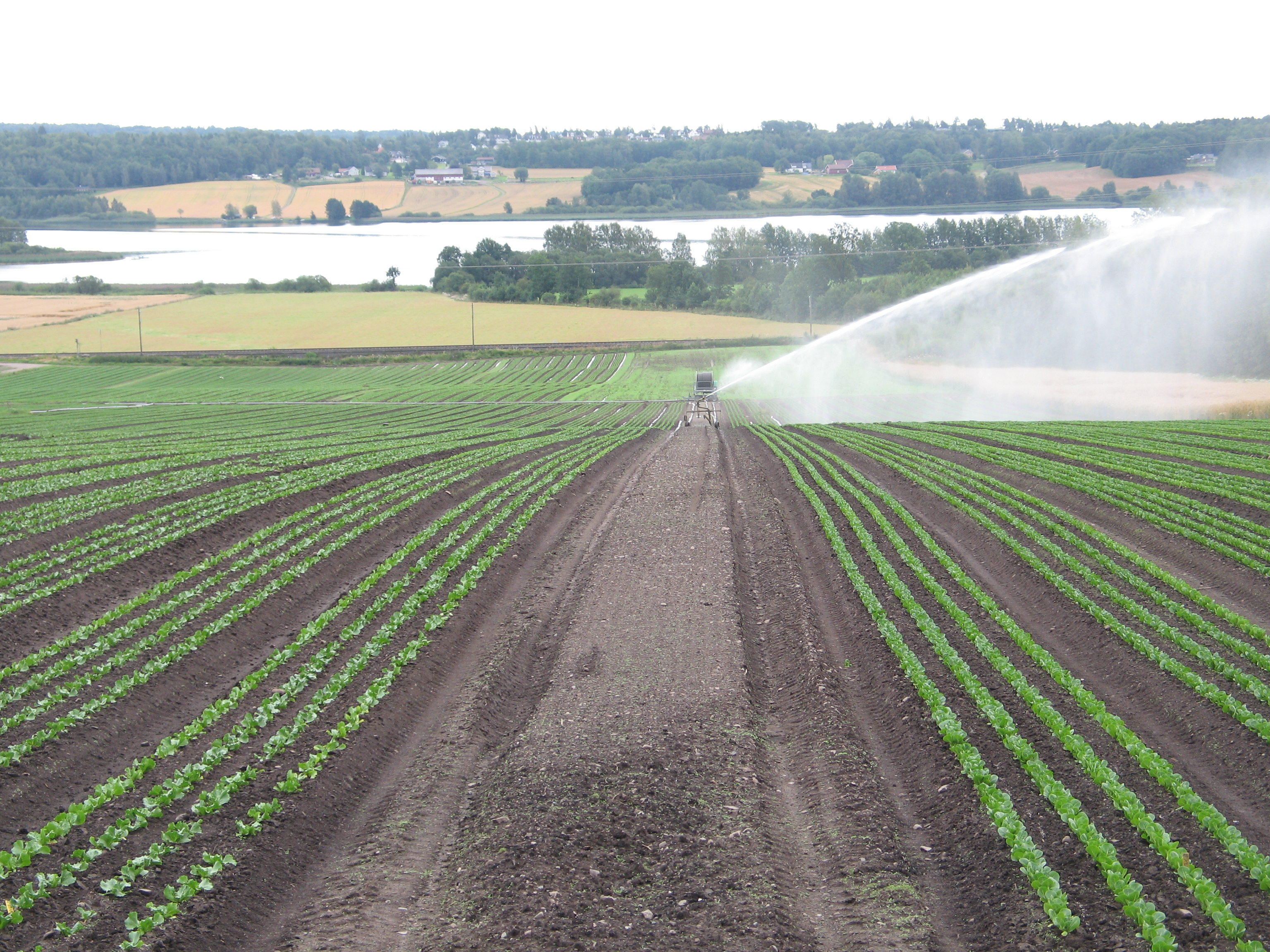
Zones agricoles par Akersvannet i Stokke à Vestfold og Telemark.

Plusieurs étapes de moraines terminales ou ra-steps en Norvège peuvent être identifiées. Les plus anciens sont situés dans la mer et le long de la mer, les plus jeunes dans les vallées de montagne.
Depuis les temps anciens, certaines parties de Raet ont été importantes en tant que route en Norvège, en particulier dans le comté de Vestfold et le comté d'Østfold.

## Le motra
Le mot ra est d’origine norvégienne ancienne et signifie une crête de gravier. Le mot est utilisé en norvégien comme un terme général sur la moraine terminale. Cette structure parcourt un long chemin au-dessus de la terre et jusque sous l’eau.
À Vestfold et Østfold, cette formation géologique est très visible et bien connue. La marche de Ra a été déposée il y a environ 10 600 ans autour d’un glacier couvrant la majeure partie de la Scandinavie et qui avait son centre au-dessus de ce qui est aujourd’hui la Baie de Botnie.
Raet, comme nom de cette longue crête à travers Vestfold, est très ancien. Dans la municipalité de Horten se trouve une ferme appelée Ra. Le mot est utilisé comme nom de ferme dans de nombreux endroits en Norvège, il s’agit de fermes situées sur des moraines terminales.
Aujourd’hui, la connaissance des moraines et de l’ère glaciaire est considérée comme acquise, mais la connaissance à ce sujet n’a que 150 ans environ. La recherche géologique sur les moraines et l’ère glaciaire a eu lieu au milieu des années 1800, et il a fallu beaucoup de temps avant de comprendre comment le ra-step forme une structure cohérente autour de la glace avec Bottenviken comme centre.

## Ra-trinnet

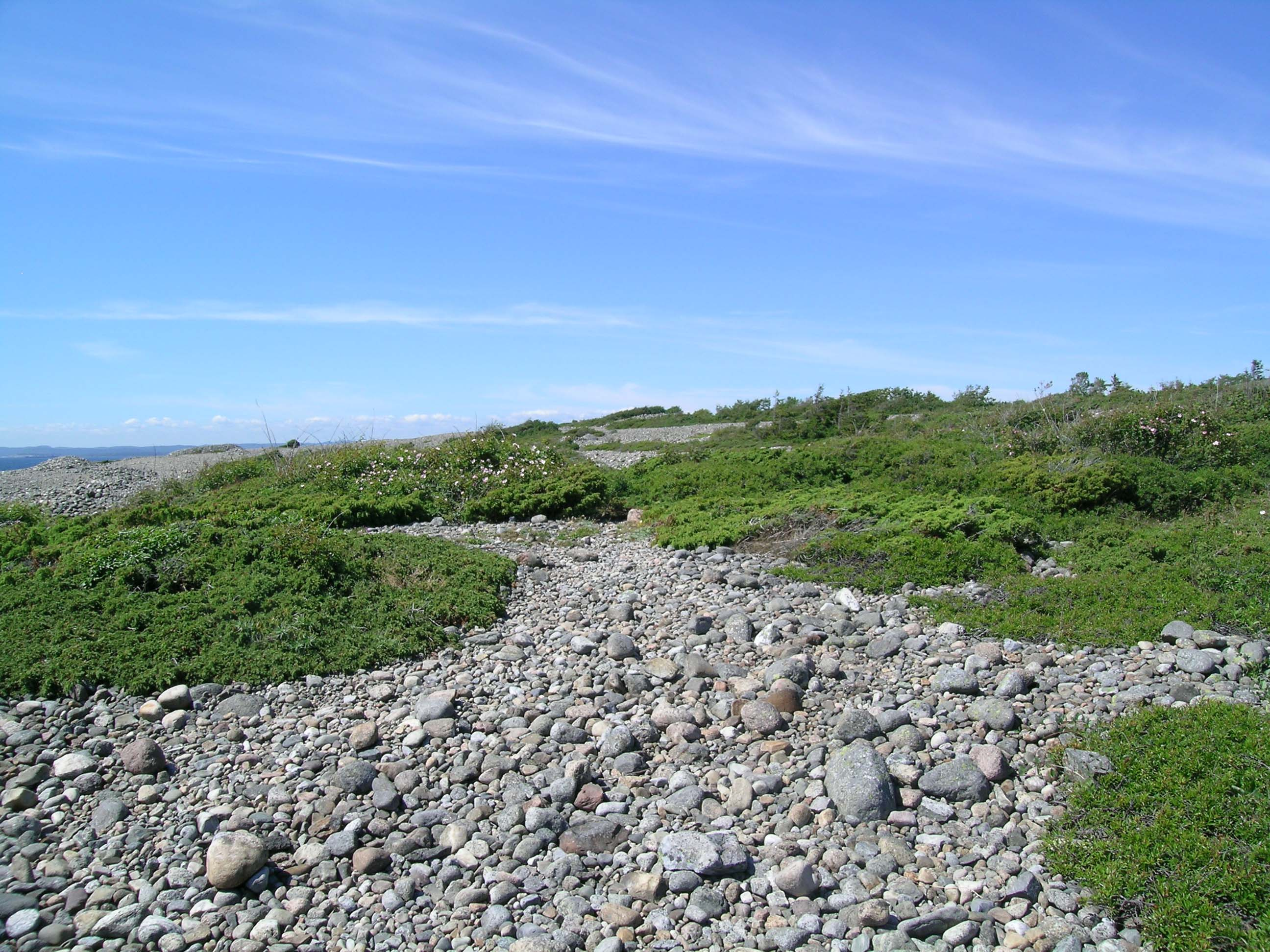
Moulin, en plein sud-ouest de Brunlanes.

Le Ra-step peut être suivi de la Finlande à travers la Suède jusqu’au nord de la Norvège, à certains endroits dans la mer, ailleurs loin à l’intérieur des terres. De Suède, le ra-step peut être suivi dans Østfold à Halden - Moss, il traverse l'Oslofjord à Jeløya et atteint Horten, continue à travers le comté de Vestfold et Telemark, suit l’autoroute 19 à Gulli, puis l’ancienne route européenne 18 à Larvik, à travers Bøkeskogen, sur le Farris eidet et continue au-delà de Brunlanes, s’étend dans la mer et est visible au-dessus du niveau de la mer comme des îles le long du comté de Telemark et du comté d'Aust-Agder : Mølen, Jomfruland, Merdø et quelques autres petites îles.
À l’est de Fevik à Grimstad, Raet reprend sur la terre ferme et continue vers l’ouest jusqu’au comté de Rogaland et le long de l’ouest de la Norvège, du Trøndelag et du nord de la Norvège.

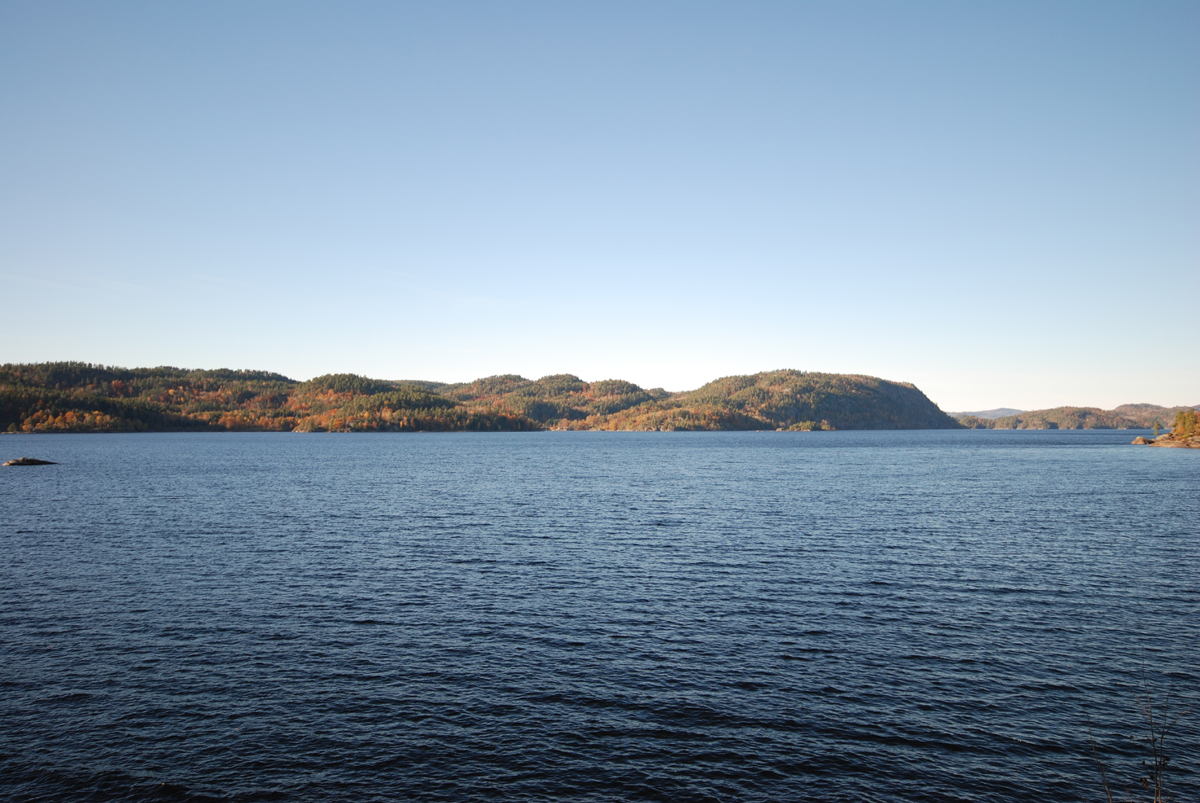
Farrisvannet sett fra Gopledal vannverk

Dans le Trøndelag, le ra-step est appelé Tautra parce que le bord de glace traversait le Trondheimsfjord à Tautra.
Raet enjambe plusieurs lacs. À Østfold le Vannsjø fait partie des lacs qui sont créées de cette manière, et à Vestfold cela s’applique à Borrevannet, Goksjø et Farris ainsi qu’au lac Rore à Grimstad.

## Ytre Raet
Il y a aussi une disposition d’origine un peu plus ancienne un peu au-delà du grand Raet, ou Ra-stage, et cela est souvent appelé Ytre Raet. Ce stade plus ancien a 250 ans de plus que le stade principal. La distance géographique entre Raet et Ytre Raet varie, et la distance est la plus grande à travers Sandefjord, Nøtterøy et Tønsberg où Ytre Raet traverse la partie nord de Nøtterøy et continue à Slagen, Ringshaug et Skallevold. À Brunlanes et à Fredrikstad et Halden, la distance est plus courte entre les deux marches ra.
Ytre Raet contribue à de grandes et bonnes zones agricoles dans les municipalités de Sandefjord, Nøtterøy et Tønsberg.

## La route à Raet

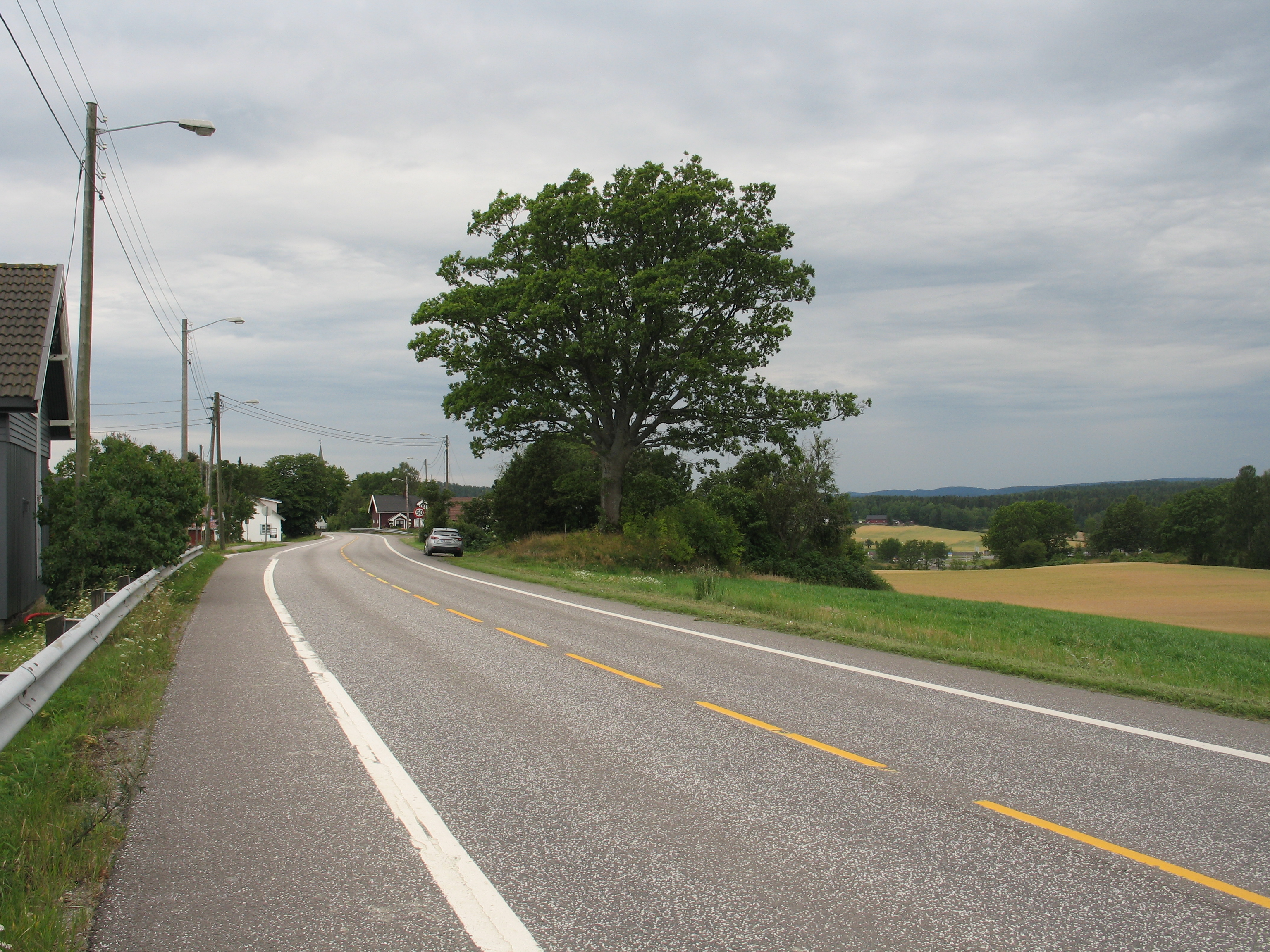
Raet a été une ancienne piste majeure à travers de grandes parties de Vestfold pendant plus de mille ans. Les bâtiments du tumuli et de l’église sont situés à proximité de cette piste, car voici l’ancienne autoroute principale. L’image provient de Skjee dans la municipalité de Sandefjord.

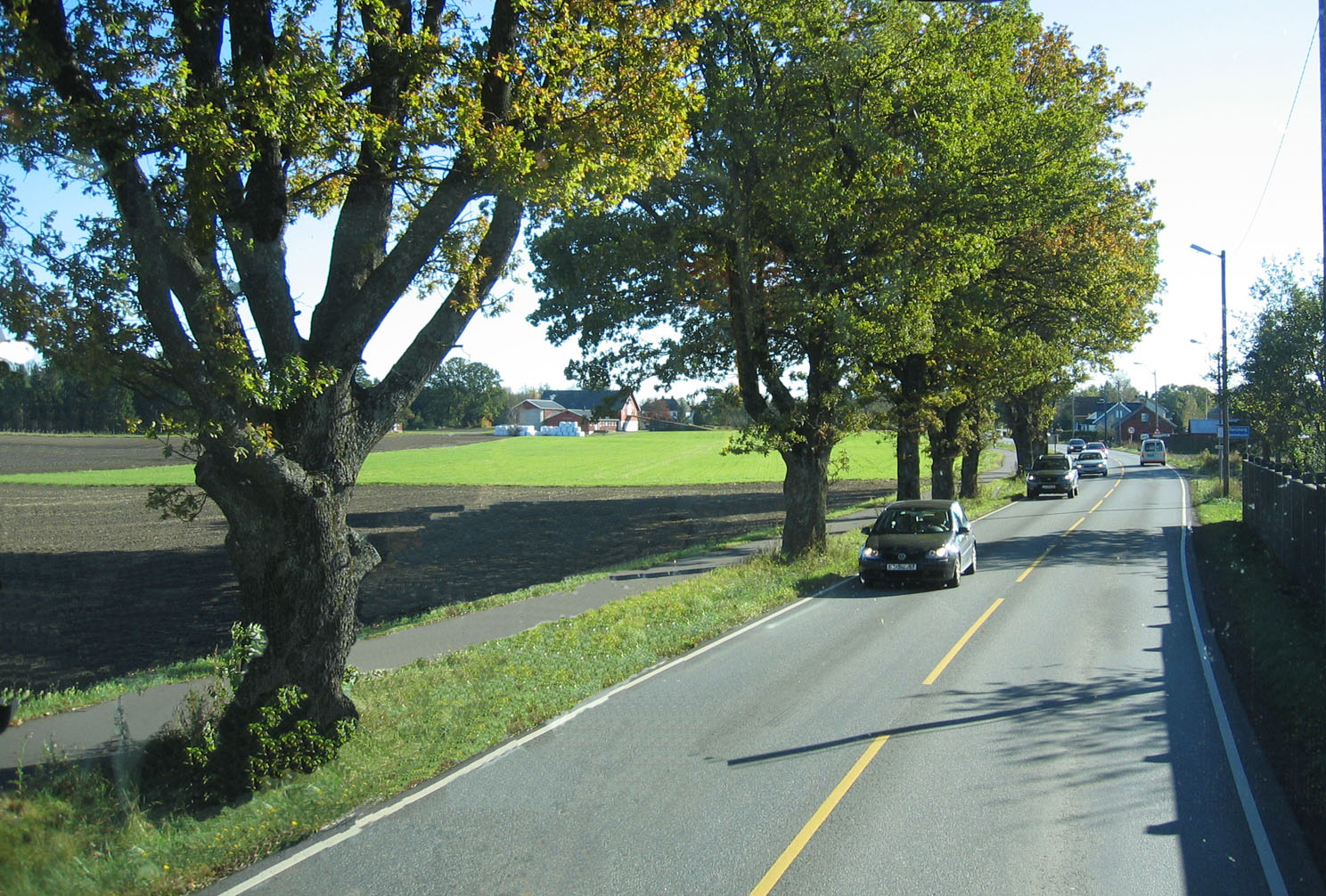
Le Riksvei 19 entre Horten et Tønsberg, près de la ferme Ra, suit l’ancienne piste.

Raet est utilisé comme nom de lieu pour de grandes parties du ra à travers Østfold et Vestfold.
Raet était autrefois une route pratique, car il y avait peu de cours d’eau à traverser. Lorsque l’évêque Jens Nilsson est allé visiter Østfold et Bohuslän à la fin du XVIe siècle, il a voyagé le long de Raet parce qu’il était facilement accessible. L’E6 à Østfold et E18 à Vestfold suivent toujours Raet sur de longues distances.
Raet a également attiré des colonies, de sorte que les fermes les plus anciennes, les plus grandes et les meilleures sont toujours là. De même, les tumuli de l’âge du fer étaient souvent situés le long de Raet
Le sommet de la moraine a été utilisé comme route depuis la préhistoire, et dans certains endroits Raveien est le nom de la route. Raveien est la plus ancienne route du comté de Vestfold.
L’E18 a longtemps suivi cette ancienne trace à Vestfold de Sem à Farriseidet. Maintenant, la route dans les traces principales suit une trace à l’intérieur du Raet. À Østfold, l’E6 suit Raet de Halden à Moss.
La place Helgeroa à Vestfold, près du Mølen, où Raet est descendu sur les fonds marins, est devenue un lieu central pour les communications précisément parce que à cet emplacement se trouvait la route naturelle en direction de l’est à travers Vestfold.

## Protection
Plusieurs zones de raet sont protégées en tant que parcs nationaux, zones d’aménagement paysager et réserves naturelles.
Deux parcs nationaux se trouvent sur le Raet : le parc national Jomfruland dans le Telemark et le parc national Raet à Aust-Agder. À Vestfold, Mølen et Bøkeskogen à Larvik et Bøkemoa dans le Sandefjord sont protégés.
Le géoparc Gea Norvegica a pour tâche de transmettre des connaissances sur l’importance de la géologie et dispose de panneaux d’information, entre autres, sur le Mølen à Brunlanes dans la municipalité de Larvik.

## Étapes de la fonte des glaces dans l’est de la Norvège
Dans l’est de la Norvège, les différentes étapes de la fonte des glaces sont clairement marquées dans le paysage avec des endémons en plusieurs étapes. Les dispositions de l’est de la Norvège sont mieux étudiées, et les mesures morales de l’est de la Norvège sont donc devenues un cadre de référence dans le contexte national. La plupart du temps, c’est ainsi que la glace a progressé en même temps dans une plus grande zone. 
Le plus ancien ra-step à être vu dans Oslofjord s’appelle Tjøme-Hvaler-step et a environ 11 200 ans. L’étape suivante s’appelle Ytre Raet et a environ 10 850 ans, tandis que la scène principale, Ra-Step, a environ 10 600 ans. 
Plus jeune est l’Ås-Ski-step, qui forme le seuil de l’Inner Oslofjord. Il s’agit d’environ 10 200 à 10 400 ans. De grandes zones de sable sont déposées lorsque la glace se dépose à Drøbak-Svelvik. Le prochain arrêt pour le bord de glace s’appelle l’Aker-step dans le Groruddalen où les dépôts démolissent Maridalsvannet, Bogstadvannet et Sognsvann. À Sylling, l’acronyme enjambe Holsfjorden. L’étape d’Aker a environ 9 800 ans. Sur Romerike il y a plusieurs marches dont Gardermoen ou Hauerseter est le plus marqué avec de grands bacs à sable. Il a environ 9 600 ans. Ensuite, l’étape du Minnesund est la dernière avant la fonte des glaces. Il a environ 9 500 ans.